# Rik Cuylen
Rik Cuylen (* 28. Juli 2003) ist ein belgischer Eishockeyspieler, der bei HYC Herentals unter Vertrag steht und dort seit 2019 in der belgisch-niederländischen BeNe League spielt.

## Karriere
Rik Cuylens spielt seit Beginn seiner Karriere beim HYC Herentals, wo er zunächst im Toekomstteam eingesetzt wurde. Seit 2019 spielt er in der ersten Mannschaft in der belgisch-niederländische BeNe League.

### International
Für Belgien nahm Cuylen im Juniorenbereich an den U20-Weltmeisterschaften 2022 und 2023, als er gemeinsam mit seinem Landsmann Lowie Vreys Torschützenkönig des Turniers wurde, jeweils in der Division II teil.
Für die Herren-Nationalmannschaft spielte Cuylen erstmals bei der Weltmeisterschaft 2023 in der Division II.

## Erfolge und Auszeichnungen
- 2023 Bester Torschütze bei der U20-Weltmeisterschaft der Division II, Gruppe B
- 2024 Aufstieg in die Division II, Gruppe A, bei der Weltmeisterschaft der Division II, Gruppe B

## BeNe-League-Statistik
(Stand: Ende der Spielzeit 2022/23)